# Ribollita
La ribollita è un piatto a base di pane toscano sciocco raffermo e verdure preparati tradizionalmente in alcune zone della Toscana, in particolare nelle zone di Siena, Firenze, Pistoia, Prato e nel centro-sud delle province di Pisa e di Arezzo.

## Storia

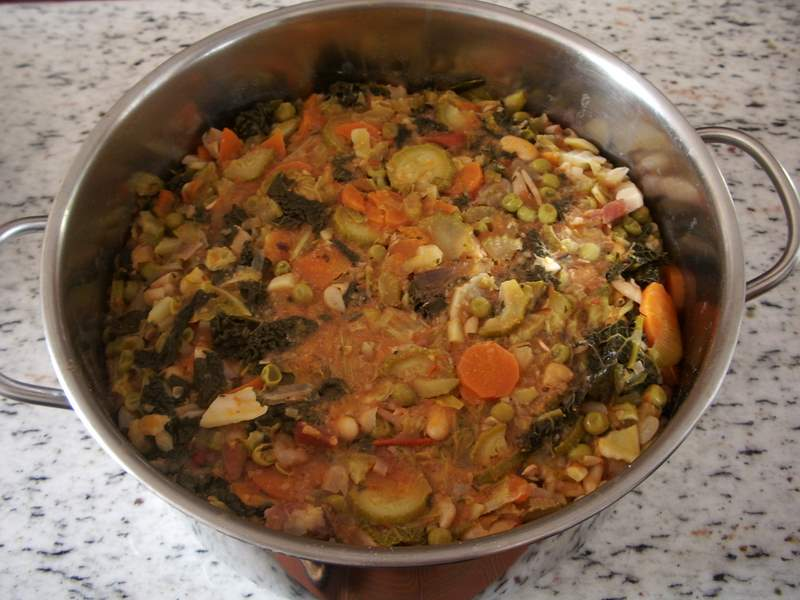

È un tipico piatto "povero" di origine contadina, il cui nome è recente (primi del '900) e deriva dal fatto che un tempo le contadine ne cucinavano una gran quantità (soprattutto il venerdì, essendo piatto magro) e quindi veniva "ribollito" in padella nei giorni successivi. Da qui che prende il nome di ribollita.
Le prime tracce di questa preparazione risalgono al 1910 nel libro L'arte Cucinaria in Italia di Alberto Cougnet.

## Preparazione

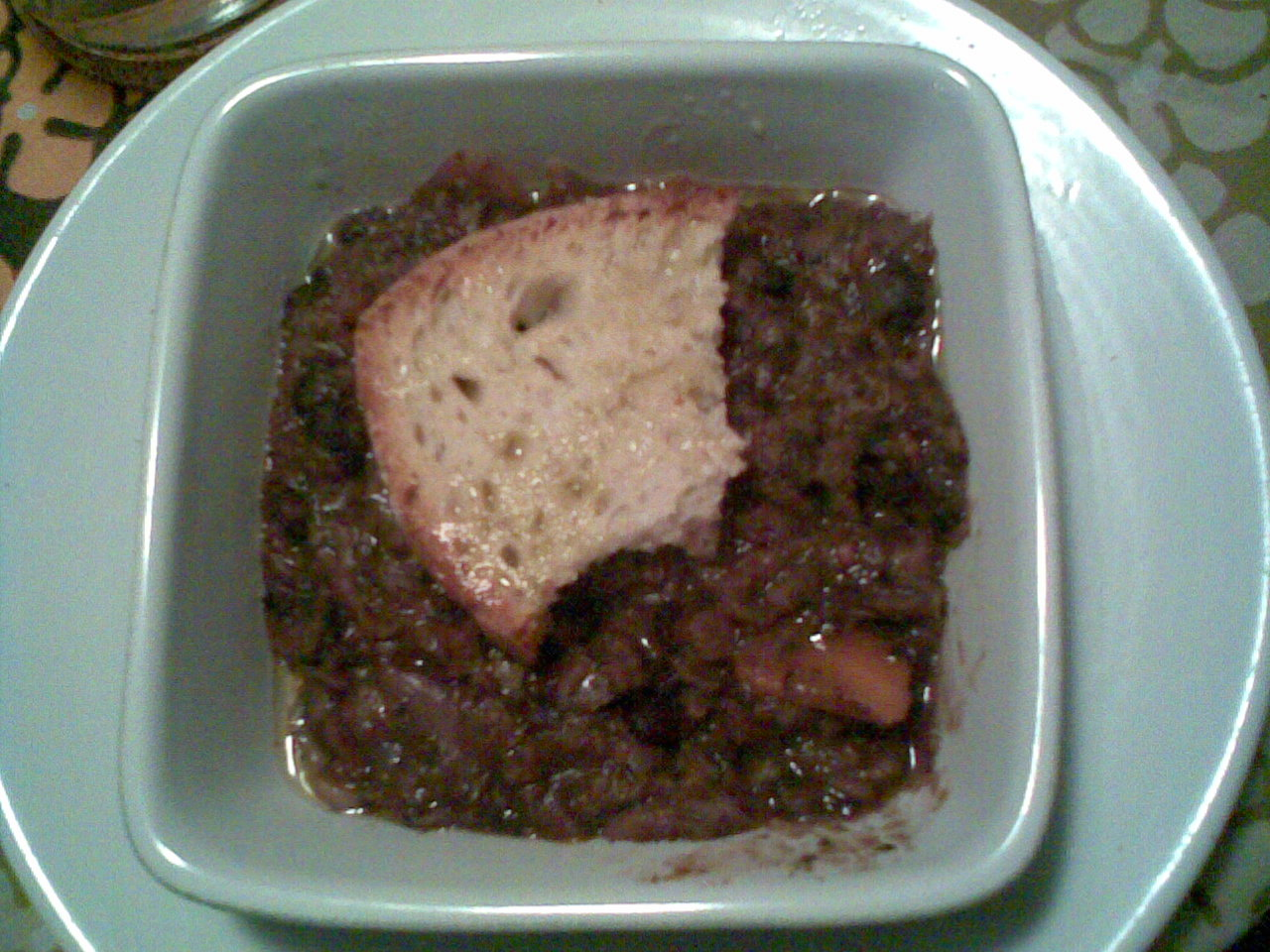
Ribollita casalinga

Gli ingredienti fondamentali sono il cavolo nero e i fagioli (borlotti, toscanelli o cannellini). La ribollita è un piatto invernale di aspetto semisolido. Per renderla migliore è necessario che il cavolo nero abbia "preso la ghiacciata", che sia passato cioè da una o più gelate invernali che ne ammorbidiscono le foglie e lo rendono più dolce.
La cosa migliore è "ribollire" la zuppa di pane nel forno a legna per chi ce l'ha, comunque in un tegame con un fondo spesso oppure un doppio fondo acciaio-rame o acciaio-alluminio per evitare che si attacchi e si bruci.
Si usa aggiungere alla "ribollita" un filo d'olio extravergine di oliva e affettarci una cipollina fresca.